# Sayreville
Sayreville es un borough ubicado en el condado de Middlesex en el estado estadounidense de Nueva Jersey. En el año 2010 tenía una población de 42,704 habitantes y una densidad poblacional de 876 personas por km².

## Geografía
Sayreville se encuentra ubicado en las coordenadas 40°27′56″N 74°19′19″O / 40.46556, -74.32194.

## Demografía
Según la Oficina del Censo en 2000 los ingresos medios por hogar en la localidad eran de $58,919 y los ingresos medios por familia eran $66,266. Los hombres tenían unos ingresos medios de $47,427 frente a los $35,151 para las mujeres. La renta per cápita para la localidad era de $24,736. Alrededor del 4.7% de la población estaba por debajo del umbral de pobreza.